# San Bartolomé de la Torre
San Bartolomé de la Torre – gmina w Hiszpanii, w prowincji Huelva, w Andaluzji, o powierzchni 56,61 km². W 2011 roku gmina liczyła 3560 mieszkańców.